# Рожны (Киевская область)
Рожны́ (укр. Рожни) — село, входит в Зазимскую сельскую общину Броварского района Киевской области Украины. Расположено на левом берегу Десны.
Население по переписи 2001 года составляло 1208 человек. Занимает площадь 4,59 км².
В селе родился Герой Советского Союза Владимир Колесник.
В постсоветские годы достопримечательностью села стала «Банановая ферма» — частная оранжерея тропических растений, где выращивают экзотические для Украины фрукты: ананасы, папая, бананы, мандарины, инжир и др. — всего более 50 сортов тропических растений..

## Местный совет
07412, Киевская обл., Броварский р-н, с. Рожны, ул. Щорса, 41в, тел. 24-3-84.